# Ken Grimwood
Ken Grimwood (Dothan, 27 febbraio 1944 – Santa Barbara, 6 giugno 2003) è stato uno scrittore statunitense.
Aveva lavorato come giornalista per diverse emittenti radiofoniche prima di scrivere il romanzo Un'altra occasione per vivere (Replay, 1988) che gli consentì di dedicarsi alla scrittura a tempo pieno. Nel 1988 questo romanzo vinse il World Fantasy Award.
È morto il 6 giugno 2003 per un attacco cardiaco.

## Opere
- Elise (1979)
- Two Plus Two (1980)
- Un'altra occasione per vivere (Replay, 1988); Sperling & Kupfer, 1996. ISBN 882002151X; ripubblicato come Replay: una vita senza fine, Fanucci, 2007. ISBN 978-88-347-1282-5
- Into the Deep (1995)